# Vicente Llobregat
Vicente Llobregat (Alicante, 1932. október 28. – 2011. augusztus 6.) venezuelai nemzetközi labdarúgó-játékvezető. 1956-ban érkezett Venezuelába. Teljes neve: Vicente Llobregat Vicedo.

## Pályafutása

### Nemzeti játékvezetés
A küldési gyakorlat szerint rendszeres partbírói tevékenységet is végzett. Az I. Liga játékvezetőjeként 1982-ben vonult vissza.

### Nemzetközi játékvezetés
A Venezuelai labdarúgó-szövetség Játékvezető Bizottsága (JB) terjesztette fel nemzetközi játékvezetőnek, a Nemzetközi Labdarúgó-szövetség (FIFA) 1968-tól tartotta nyilván bírói keretében. A FIFA JB központi nyelvei közül a spanyolt beszéli. Több nemzetek közötti válogatott és klubmérkőzést vezetett, vagy működő társának partbíróként segített. A venezuelai nemzetközi játékvezetők rangsorában, a világbajnokság sorrendjében az első helyet foglalja el 1 találkozó szolgálatával. Az aktív nemzetközi játékvezetéstől 1982-ben búcsúzott.

#### Labdarúgó-világbajnokság
A világbajnoki döntőkhöz vezető úton Nyugat-Németországba a X., az 1974-es labdarúgó-világbajnokságra, valamint Argentínába a XI., az 1978-as labdarúgó-világbajnokságra a FIFA JB játékvezetőként alkalmazta. Selejtező mérkőzéseket a CONCACAF és a CONMEBOL zónában vezetett. Az első venezuelai bíró, aki világbajnokságon mérkőzést vezetett. A FIFA JB elvárása szerint, ha nem vezetett, akkor partbíróként tevékenykedett. Két csoportmérkőzésen és a második kör egyik összecsapásán szolgált partbíróként. Két esetben egyes számú besorolást kapott, játékvezetői sérülés esetén továbbvezethette volna a találkozót. Világbajnokságon vezetett mérkőzéseinek száma: 1 + 3 (partbíró).

##### 1974-es labdarúgó-világbajnokság

###### Világbajnoki mérkőzés
| Időpont          | Helyszín                  | Mérkőzés típusa              | Mérkőzés          | Eredmény | Nézők száma |
| ---------------- | ------------------------- | ---------------------------- | ----------------- | -------- | ----------- |
| 1974. június 15. | Olimpiai Stadion, München | csoportmérkőzés (4. csoport) | Olaszország–Haiti | 3 – 1    | 51 100      |

##### 1978-as labdarúgó-világbajnokság

###### Selejtező mérkőzés
| Időpont            | Helyszín                           | Mérkőzés típusa                         | Mérkőzés                    | Eredmény |
| ------------------ | ---------------------------------- | --------------------------------------- | --------------------------- | -------- |
| 1977. március 20.  | Nemzeti Stadion, Santiago de Chile | előselejtező (3. csoport)               | Chile–Ecuador               | 3 – 0    |
| 1976. november 28. | Városi Stadion, Port of Spain      | előselejtező (Karibi zóna; 2. mérkőzés) | Trinidad és Tobago–Suriname | 2 – 2    |
| 1976. december 18. | Városi Stadion, Cayenne            | előselejtező (Karibi zóna; 3. mérkőzés) | Suriname–Trinidad és Tobago | 3 – 2    |

#### Nemzetközi kupamérkőzések
Vezetett kupadöntők száma: 2.

##### Copa Libertadores
| Időpont          | Helyszín                         | Mérkőzés típusa     | Mérkőzés                   | Eredmény | Nézők száma |
| ---------------- | -------------------------------- | ------------------- | -------------------------- | -------- | ----------- |
| 1976. július 21. | Estádio Mineirão, Belo Horizonte | döntő első mérkőzés | Cruzeiro EC–CA River Plate | 4 – 1    | 58 720      |